# Missaglia

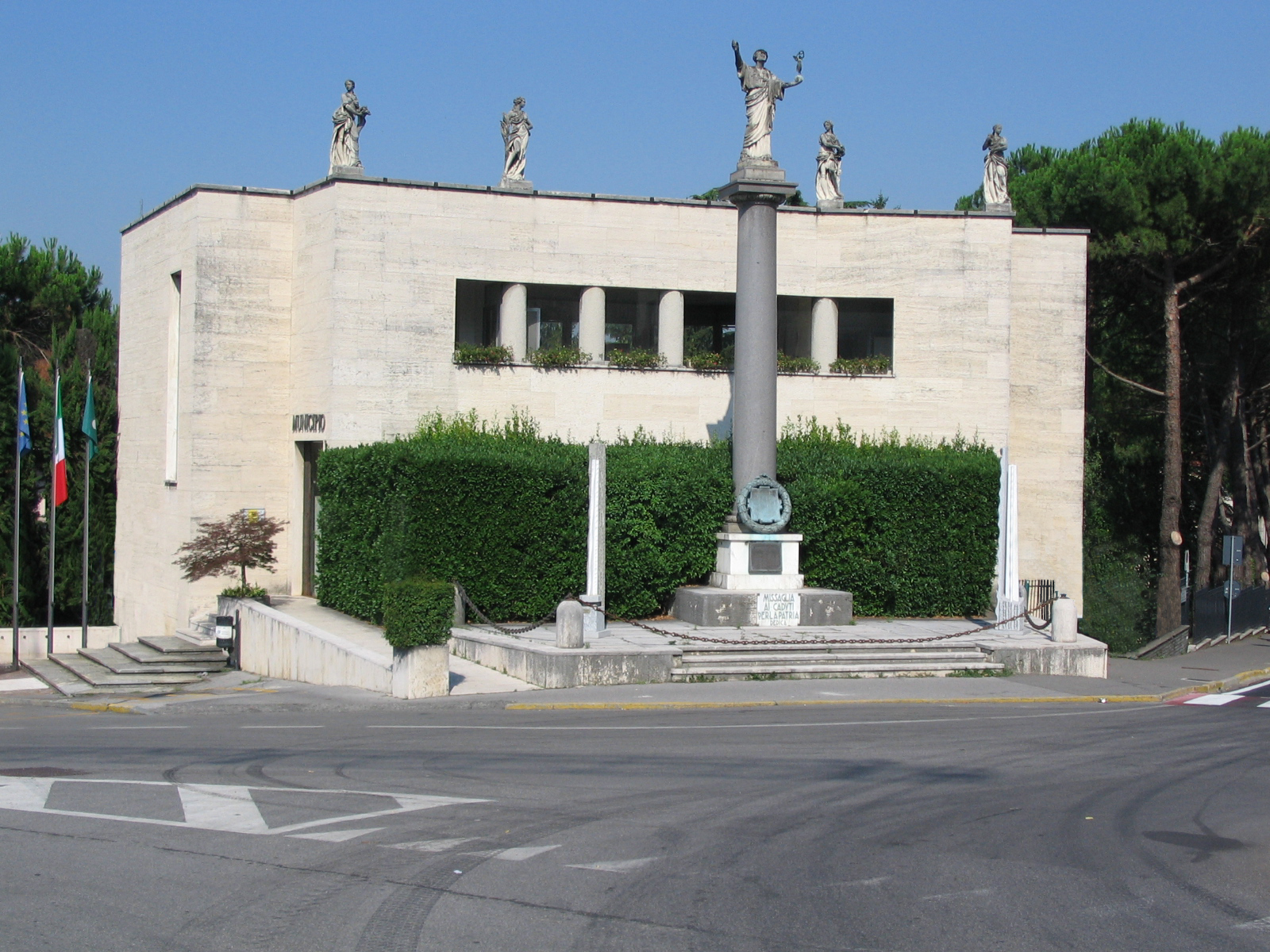
Tòa thị chính cũ, nay là thư viện

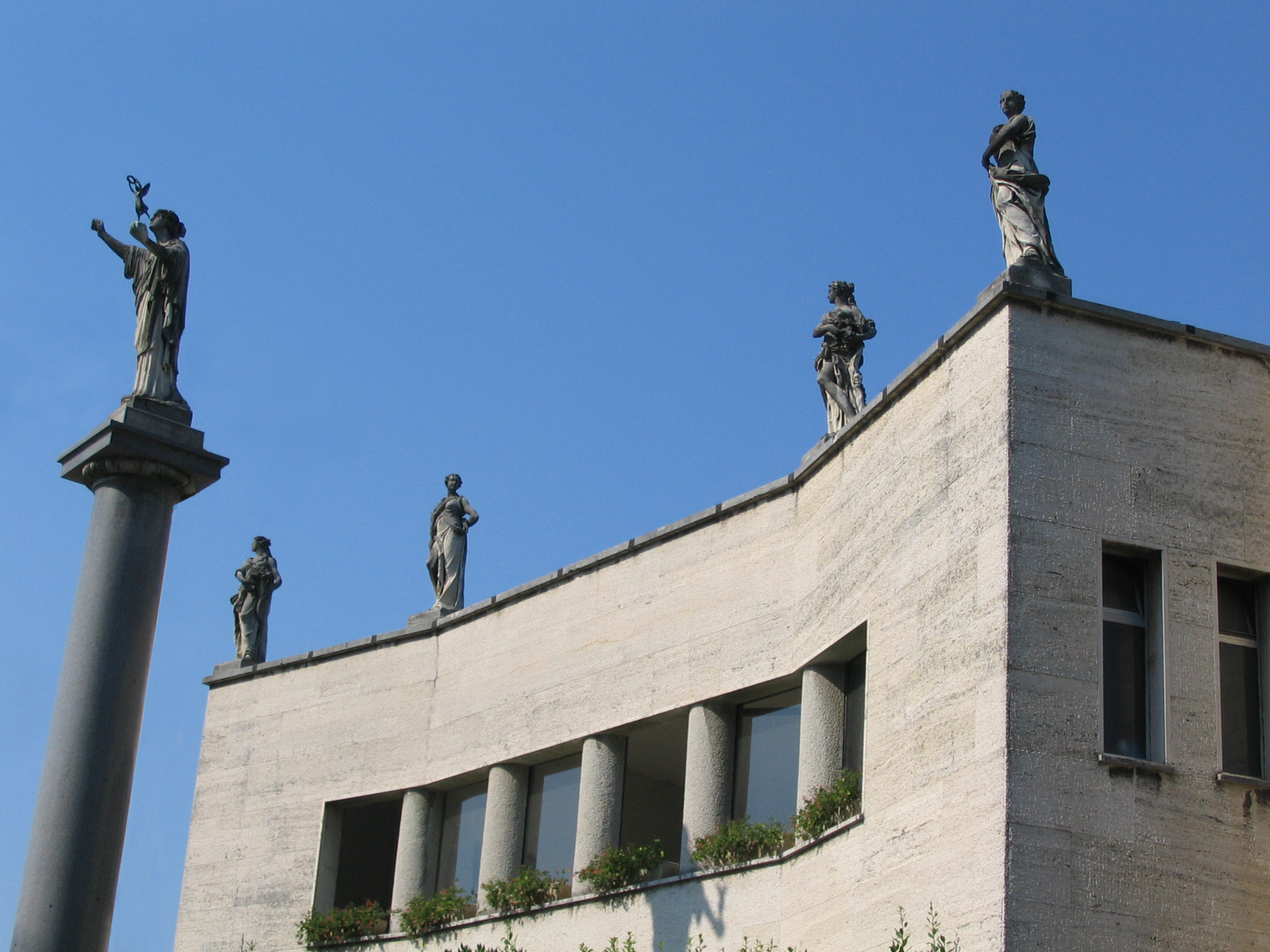
Tòa thị chính cũ

Missaglia là một đô thị ở tỉnh Lecco trong vùng Lombardia của Ý, tọa lạc tại trung tâm khu vực Meratese. Tại thời điểm ngày 31 tháng 12 năm 2004, đô thị này có dân số 7.805 người.
Đô thị này có diện tích 11 km², có các frazioni (các làng):
- Contra
- Lomaniga
- Maresso
- Missagliola

Missaglia giáp các đô thị sau: 
- Casatenovo
- Lomagna
- Montevecchia
- Monticello Brianza
- Osnago
- Perego
- Sirtori
- Viganò